# Ishockey under vinter-OL 2018
Ishockey under vinter-OL 2018 blev spillet på to spillesteder i Gangneung Coastal Cluster i Gangneung, Sydkorea. Gangneung Hockey Center, der har plads til 10.000, og Kwandong Hockey Center, der har plads til 6.000, begge var oprindeligt planlagt til at være afsluttet i 2016 og synes at være afsluttet i begyndelsen af 2017.

## Medaljeoversigt

### Medaljefordeling
| Placering | Land                                | Guld | Sølv | Bronze | Total |
| --------- | ----------------------------------- | ---- | ---- | ------ | ----- |
| 1         | Olympiske atleter fra Rusland (OAR) | 1    | 0    | 0      | 1     |
| 1         | USA (USA)                           | 1    | 0    | 0      | 1     |
| 3         | Canada (CAN)                        | 0    | 1    | 1      | 2     |
| 4         | Tyskland (GER)                      | 0    | 1    | 0      | 1     |
| 5         | Finland (FIN)                       | 0    | 0    | 1      | 1     |
|           | Total                               | 2    | 2    | 2      | 6     |

### Events
| Event   | Guld                                | Sølv           | Bronze        |
| ------- | ----------------------------------- | -------------- | ------------- |
| Mænd    | Olympiske atleter fra Rusland (OAR) | Tyskland (GER) | Canada (CAN)  |
| Kvinder | USA (USA)                           | Canada (CAN)   | Finland (FIN) |